# تشوه الفك
يشمل مصطلح تشوه الفك اضطراب في تكوين أو شكل أو حجم الفك. تحدث هذه التشوهات داخل الفك نتيجة اضطراب أو خطأ في اندماج النواتئ الفكية. يكون الفك السفلي على وجه الخصوص أكثر عرضة للإصابة بتشوهات النمو النموذجية بالمقارنة مع بقية عظام الهيكل العظمي البشري. يعود السبب إلى تنوع أنماط النمو المتماثل التي تشكل الفك السفلي.
يلعب الفك السفلي دورًا مهمًا في مظهر الوجه لأنه الجزء المتحرك الوحيد من الهيكل العظمي للوجه. يساهم أيضًا في قدرة الفرد على التحدث والمضغ ويؤثر على السمات الجمالية والتعبيرية الشاملة للوجه. تحدث المشاكل نفسها في حال إصابة الفك العلوي بتشوهات الحجم أو الوضع. يعاني الأفراد المصابون بتشوهات الفك من الإعاقات الوظيفية المذكورة سابقًا بالإضافة إلى المشاكل النفسية التي تنتج عن هذه التشوهات. يجب مراعاة تطابق الأسنان العلوية مع الأسنان السفلية عند تصحيح هذه التشوهات في الفك السفلي. يؤدي عدم الاستقرار الإطباقي إلى عدد كبير من المشكلات الأخرى. يشمل تصحيح تشوهات الفك السفلي وضع خطة علاجية معقدة تتضمن التدخل الجراحي وتداخلات تقويم الأسنان.

## العلامات والأعراض
يعاني الأفراد المصابون بتشوهات الفك من خلل وظيفي وجمالي:
يؤدي اختلال محاذاة الأسنان إلى مشكال الرأس والرقبة الوظيفية المتعلقة بالمضغ، والبلع، والتنفس، والتعبير عن الكلام، ووضعية إغلاق الشفة.
قد يعاني الأفراد المصابون أيضًا من الخلل الوظيفي، والألم في المفصل الفكي الصدغي، ما يؤثر سلبًا على نوعية الحياة.
يعاني نسبة من الأفراد من مشاكل نفسية.

## التشخيص
تشخيص تشوه الفك هو عملية منظمة تشمل أخذ القصة المرضية، وإجراء الفحص الفيزيائي للمريض، وتقييم الدراسات التشخيصية. قد تحتاج عملية التشخيص إلى تدخل أكثر من تخصص في طب الأسنان، بالإضافة إلى احتياجات تقويم الأسنان والجراحة، قد يحتاج بعض المرضى أيضًا إلى اعتبارات متعلقة بدواعم الأسنان، ولب الأسنان، واعتبارات تبديلية وترميمية معقدة.
ينطوى التشخيص على تقديم المريض لشكواه الرئيسة، ما يسمح للطبيب فهم تصور المريض للمشكلة (ما الذي يعتقده عن المشكلة، وما الذي يود تصحيحه). قد يجد المريض صعوبة في تناول الطعام، أو قد يعاني من مشاكل في الكلام أو مظهر الأسنان أو الوجه. قد يتردد المرضى في مناقشة المشاكل الشكلية، لذلك يجب طمأنة المرضى بأن مشاكلهم الجمالية وآثارها هي مخاوف صحيحة تمامًا. قد تؤثر المضايقات على التطور النفسي لدى الأطفال إذا كان لديهم مظهر غير طبيعي للأسنان أو الوجه. يحقق تصحيح الخلل إفادة واضحة للمريض. قد تظهر الفوائد بعدة طرق بما في ذلك تحسين العلاقات بين الأقران والثقة الاجتماعية. من الضروري تشجيع المريض الذي سيخضع لعلاج تقويم الأسنان أو الجراحة الكبرى. يجب أن يكون المريض على اطلاع جيد بالإجراءات العلاجية لكي يتمكن من إعطاء الموافقة.
يجب الحصول على القصة المرضية التي تشمل القصة المرضية للأسنان. تتضمن هذه القصة أسئلة حول الصحة العامة للمريض، وتقييم مضادات استطباب تطبيق العلاج. تركز القصة المرضية بشكل خاص على الأمراض والأدوية التي تسبب تغيرًا في التمثيل الغذائي، ما قد يؤثر على النمو وردود فعل الأنسجة. تجرى فحوص الحساسية (خاصة حساسية النيكل)، يمكن استبدال الأجهزة العلاجية التي تحتوي على النيكل مثل الفولاذ المقاوم للصدأ بمواد أخرى لتجنب مخاطر الحساسية. تؤخذ القصة العائلية للمرضى، قد يكون سوء الإطباق والنمو والتطور تعبيرًا عن أنماط وراثية لدى العائلة. تؤخذ القصة المرضية للأسنان، ويسأل المريض عن قصة صدمة سابقة على الأسنان، أو إجراءات سنية سابقة، والتي يمكن أن تكون بمثابة مقياس لامتثال المريض للعلاج.

### الفحص
يشمل الفحص تقييم شكل الوجه، وتقييم أنسجة الوجه الرخوة والأسنان. نظرًا لأن الهيكل العظمي البشري غير مرئي بشكل واضح، يجرى تقييم تشوه العظام من خلال مظهر الوجه والأسنان. للحصول على تقييم ثلاثي الأبعاد للمريض، يجب قياس الطراز الهيكلي العظمي في مستويات مختلفة: الأمامية الخلفية، والعمودية، والعرضية. يسمح ذلك بإجراء تقييم دقيق لحجم الفك، وموضعه، واتجاهه، وشكله، وتماثله.
يقيس الطراز الهيكلي الأمامي الخلفي العلاقة بين الفك السفلي والفك العلوي. يجرى التقييم عندما يكون المريض جالسًا في وضع مستقيم ورأسه في وضع أفقي محايد والأسنان في حالة إطباق حفيف. يمكن تصنيفها إلى الفئات التالية:
- الفئة الأولى: العلاقة المثالية، يقع الفك العلوي 2-4 مم أمام الفك السفلي.
- الفئة الثانية: يقع الفك العلوي أمام الفك السفلي بأكثر من 4 مم.
- الفئة الثالثة: يقع الفك العلوي على مسافة أقل من 2 مم أمام الفك السفلي، أو في الحالات الأكثر خطورة، قد يكون الفك السفلي أمام الفك العلوي.

يمكن قياس البعد العمودي بتطبيق قاعدة أثلاث الوجه. ينقسم الوجه إلى أثلاث - من خط الشعر إلى المقطب، من المقطب إلى النقطة تحت الأنف، ومن النقطة تحت الأنف إلى الجزء السفلي من الذقن. يمكن تقييم مؤشرين سريريين آخرين عند تحليل الأبعاد العمودية، وهما الزاوية بين مستوى الفك السفلي ومستوى فرانكفورت (FMPA) وارتفاع الوجه السفلي (LFH) – تسجل النتائج إما على أنها معتدلة، أو مرتفعة، أو منخفضة.
- FMPA: يقدر بنقطة التقاطع بين الحد السفلي للفك السفلي ومستوى فرانكفورت الأفقي.
- LFH: الوجه يقسم إلى أثلاث، وتقارن نسبة الثلث السفلي من الوجه إلى الباقي.

العلاقة المستعرضة هي مقياس لعدم تناسق الفك أو الوجه. يتحقق من وجود انحراف للأنسجة الرخوة للأنيفة، مع الجزء المتوسط من حواف الشفة العليا، مع نقطة الذقن. إذا كان الانحراف موجودًا، يجب التمييز بين عدم التماثل الحقيقي والكاذب. ينشأ عدم التماثل الكاذب بسبب التداخلات الإطباقية التي تؤدي إلى إزاحة الفك السفلي إلى أحد الجوانب، مما ينتج عنه إطباق متصالب (تراكبي) في المنطقة الأمامية الشدقية. يؤدي علاج الإزاحة إلى إعادة الفك السفلي إلى وضع مركزي. يشير عدم التناسق الحقيقي إلى نمو غير متكافئ للوجه على الجانب الأيسر أو الأيمن من الفكين. يعتبر علاج الإطباق المصالب من أصعب الإجراءات ويؤدي إلى تحسين مظهر الوجه وتقليل عدم التناسق. تعتبر قاعدة الأخماس أفضل وصف لتقييم المكونات المستعرضة للوجه، التي تقسم الوجه بشكل سهمي إلى خمسة أجزاء متساوية:
- يجب أن يوافق عرض كل خمس منها مسافة العين.
- يتحدد الخمس المتوسط بالحافة الداخلية لكلتا العينين.
- تتحدد الأخماس الثلاثة المتوسطة من الوجه بلحافة الخارجية لموق العينين.
- يُقاس خمسي الوجه الخارجيين من الموق الوحشي إلى حافة الأذن الوحشية، والذي يمثل عرض الأذنين.

### الاختبارات
لا يوضع تشخيص تشوه الفك بناءً على الفحص السريري فقط. تجرى الاختبارات التشخيصية لجمع المزيد من المعلومات، قد تشمل هذه الاختبارات تحليلات نماذج الأسنان ودراسات التصوير الشعاعي.
1. تحليلات نماذج الأسنان: يجرى تحليل نماذج الأسنان عن طريق أخذ انطباعات الأسنان، أو المسح ثلاثي الأبعاد داخل الفم. تسمح هذه الاختبارات بتقييم شكل وحجم الفكين والأسنان، وتفيد في التقييم طويل المدى لتطور الحالة ومتابعة نتائج العلاج.[18]
2. الصور الشعاعية: يعتمد اختيار نوع التصوير الشعاعي على الاحتياجات الفردية وتستخدم بالتزامن مع الفحص السريري.  يجب موازنة الفائدة المكتسبة من التصوير الشعاعي مقابل جرعة الإشعاع التي يتعرض لها المريض. يستخدم في تقييم تشوهات الفك العديد من أنواع التصوير الشعاعي، ويعتبر التصوير المقطعي البانورامي للأسنان وقياس الرأس الجانبي الأكثر استخدامًا. أصبح التصوير ثلاثي الأبعاد متاحًا مع تقدم التقنيات التكنولوجية، اكتسب التصوير المقطعي بالحزمة المخروطية (CBCT) شعبية كبيرة واستخدم في الفحوصات الشعاعية لعظام الوجه قبل إجراء جراحة تقويم الفكين المعقدة، وخاصة التي تضمن إصلاح تشوهات وعدم تناسق كبير في الوجه. يمكن استخدام نموذج بناء الوجه ثلاثي الأبعاد في حالات سوء الإطباق الأكثر تعقيدًا للمساعدة في التدبير.[19]